# Dasystole albisecta
Dasystole albisecta là một loài bướm đêm trong họ Geometridae.